# 丘俊 (成化進士)
丘俊（1442年—？），字漢英，直隸揚州府江都縣人，明朝政治人物。進士出身。

## 生平
應天府鄉試第一百二十二名。成化二年（1466年）丙戌科會試第二百六十五名，殿試登進士第二甲第八十三名。

## 家族
曾祖丘克文。祖父丘允中。父亲丘景榮。